# Rotarea
Rotarea – wieś w Rumunii, w okręgu Prahova, w gminie Starchiojd. W 2011 roku liczyła 200 mieszkańców.